# Centromer
Centromeren är den centrala punkt på kromosomen där de båda systerkromatiderna hänger samman. Under mitosens profas fäster centromeren systerkromatiderna i kärnspolen och håller ihop dem tills det att de delas i anafasen. En kromosom där centromeren inte sitter i mitten kallas akrocentrisk.